# Elaeagnus pungens
Espèce
Statut de conservation UICN

 LC  : Préoccupation mineure
Elaeagnus pungens est une espèce de plante à fleur de la famille des Elaeagnaceae. Ce taxon porte en français les noms vernaculaires ou normalisés suivants : Chalef piquant,,, Oléastre épineux,. Il est originaire d'Asie, y compris la Chine et le Japon. Il a été introduit dans le Sud-Est des États-Unis comme plante ornementale et est parfois une espèce invasive.

## Description
Elaeagnus pungens est un arbuste dense et ramifié qui peut atteindre plus de 7 m de haut sur 4 m de large. Il pousse de manière prolifique à partir de sa tige, s'étendant et s'enroulant dans la végétation adjacente. Certaines parties de la tige sont couvertes d'épines qui peuvent atteindre 8 cm de long. Les feuilles persistantes, disposées en altenance, mesurent jusqu'à 10 cm de long mais moins de 5 cm de large. Le dessous des feuilles est blanc argenté avec des mouchetures brunes. Les fleurs tubulaires sont portées en grappes allant jusqu'à trois. Les fleurs sont jaunâtres ou blanches et ont un parfum doux. Le fruit est une drupe mesurant jusqu'à 1,5 cm de long qui contient une graine. Il est rougeâtre avec des écailles argentées. La floraison a lieu à l'automne et le fruit se développe au printemps. La plante pousse rapidement, avec des pousses de plus d'un mètre par saison. La croissance a été décrite comme « agressive », avec des pousses s'étendant sur plusieurs mètres dans les cimes des arbres voisins. Les graines sont dispersées par les oiseaux.

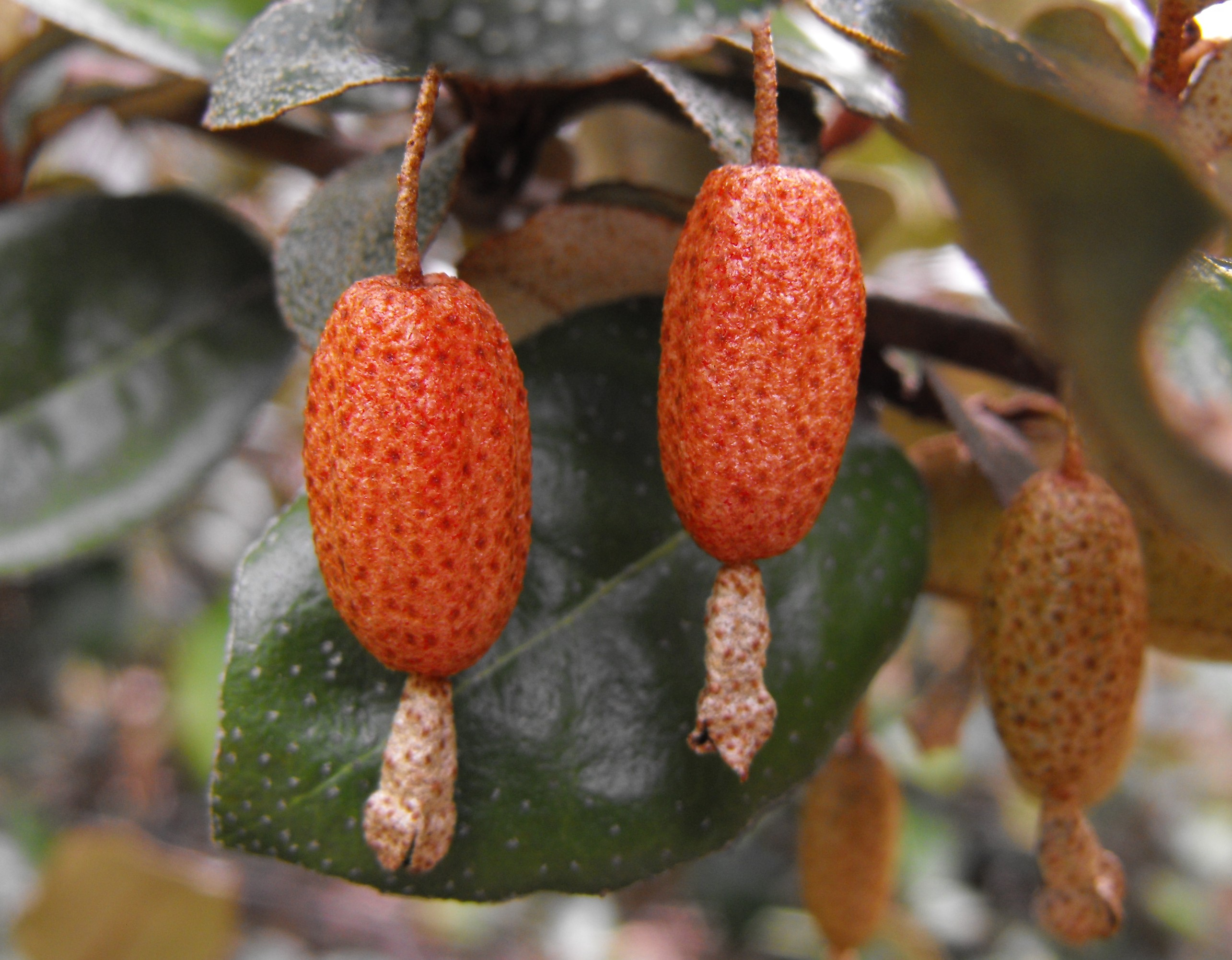
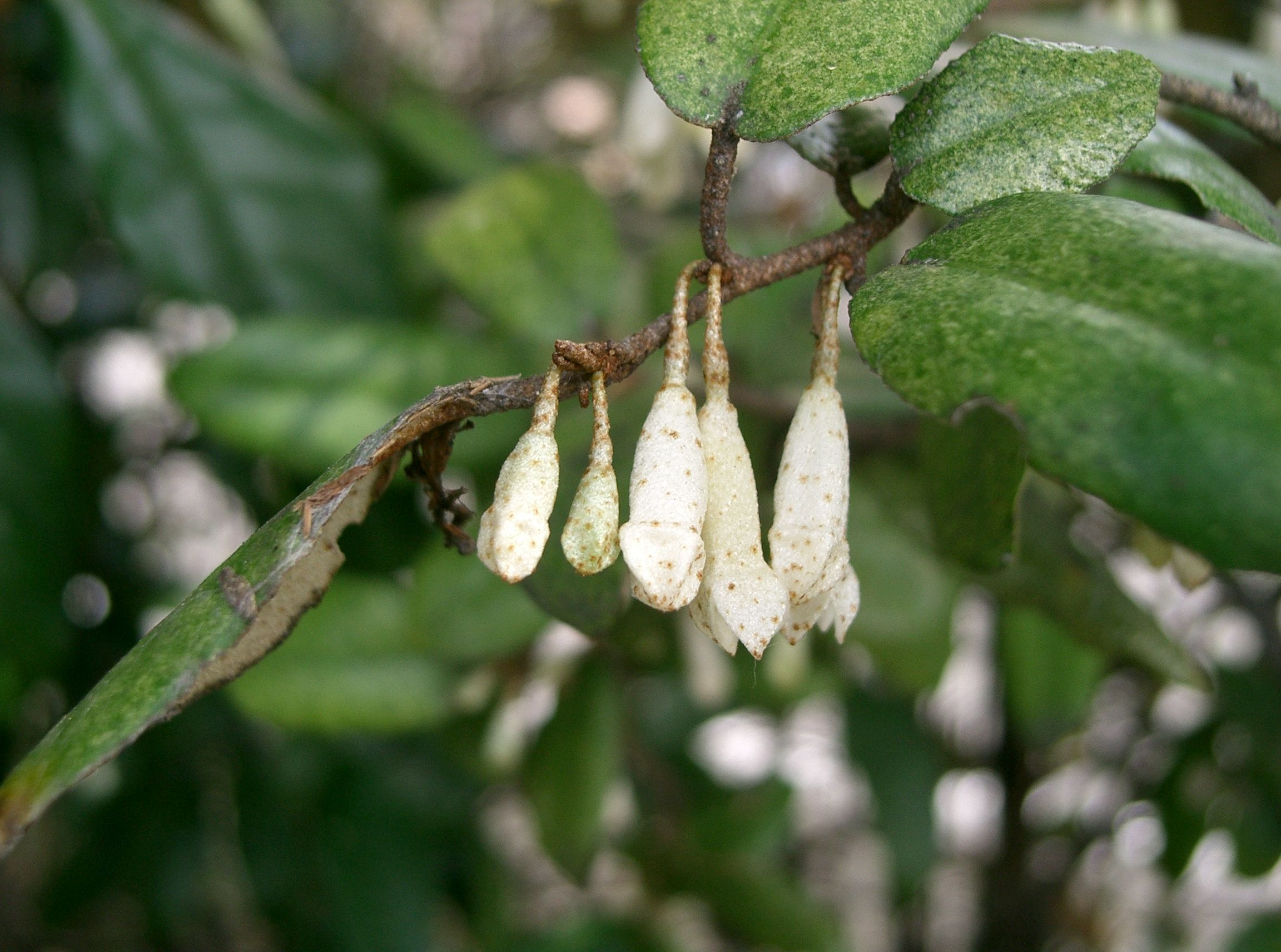
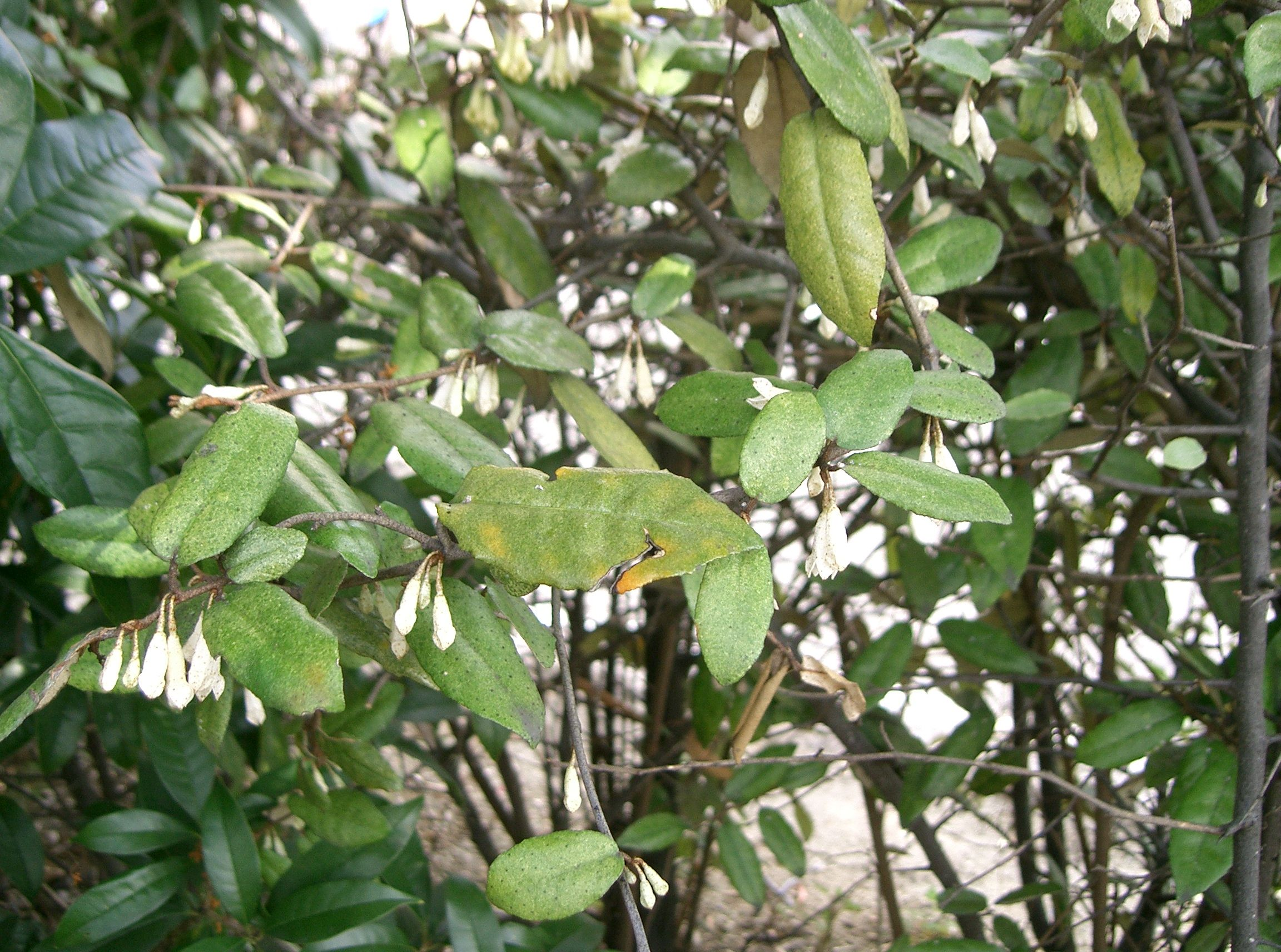
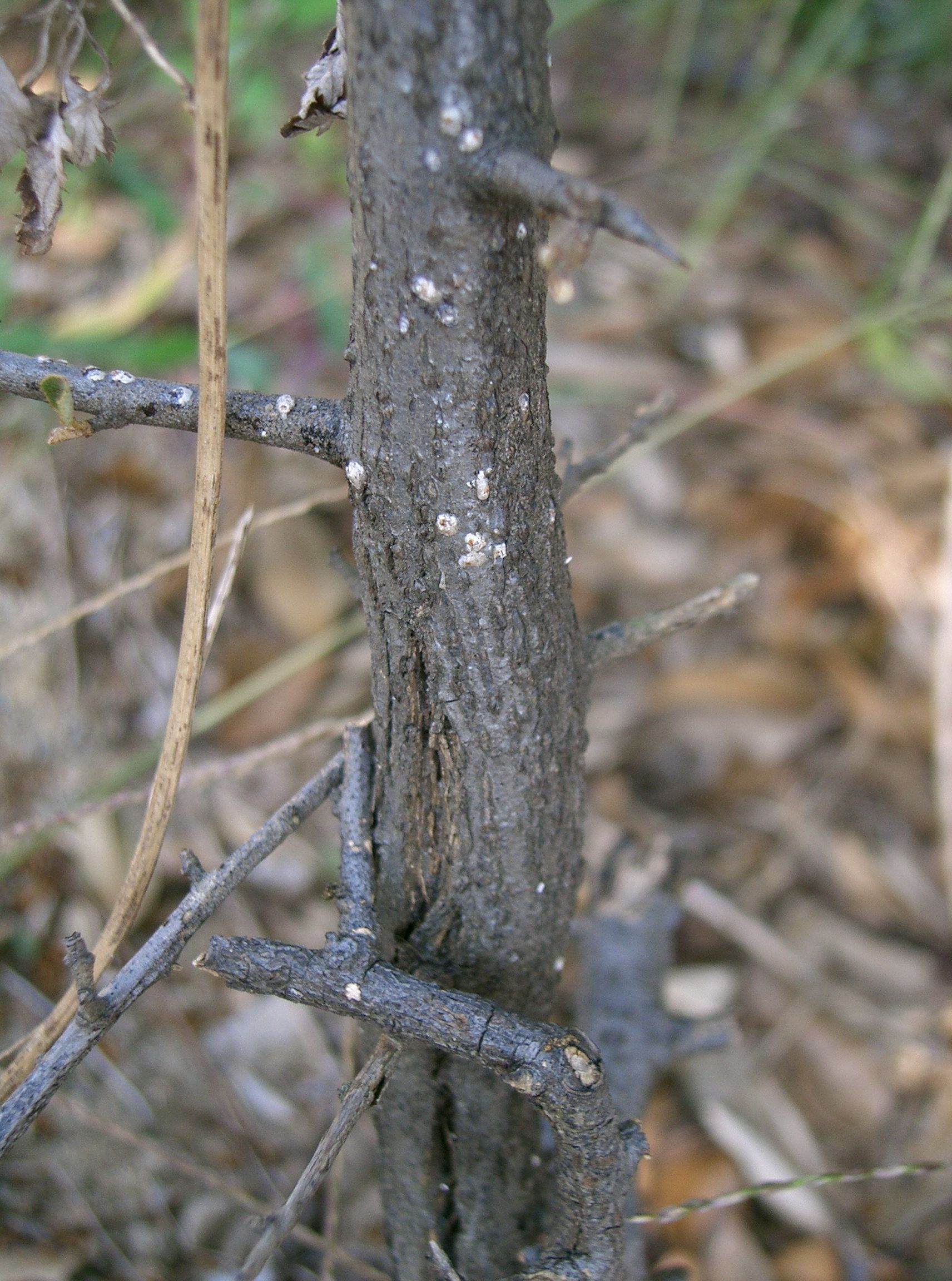

## Habitat
En Chine, cette plante est présente sur les collines et dans les fourrés. Au Japon, elle pousse dans des broussailles dominées par Quercus phillyraeoides et Pittosporum tobira. Cette plante a été introduite aux États-Unis en provenance d'Asie en 1830. Elle a été largement utilisée comme plante paysagère. Sa forme dense et étalée s'est avérée utile le long des routes et des terre-pleins d'autoroute. Elle a également été utilisée pour la revégétalisation des sites miniers abandonnés dans le Kentucky et dans d'autres régions. Elle s'est facilement implantée et persiste encore dans ces endroits. Elle s'est également répandue dans la nature, après avoir échappé à la culture. En Caroline du Nord, elle a été signalée dans les forêts de pins des marais, les forêts urbaines et maritimes, et les bois de oak-hickory. En Alabama, elle pousse dans les zones urbaines et dans les habitats naturels protégés en tant qu'adventice. La South Carolina Southern Weed Science Society la considère comme une espèce envahissante dans sa zone locale.

## Culture

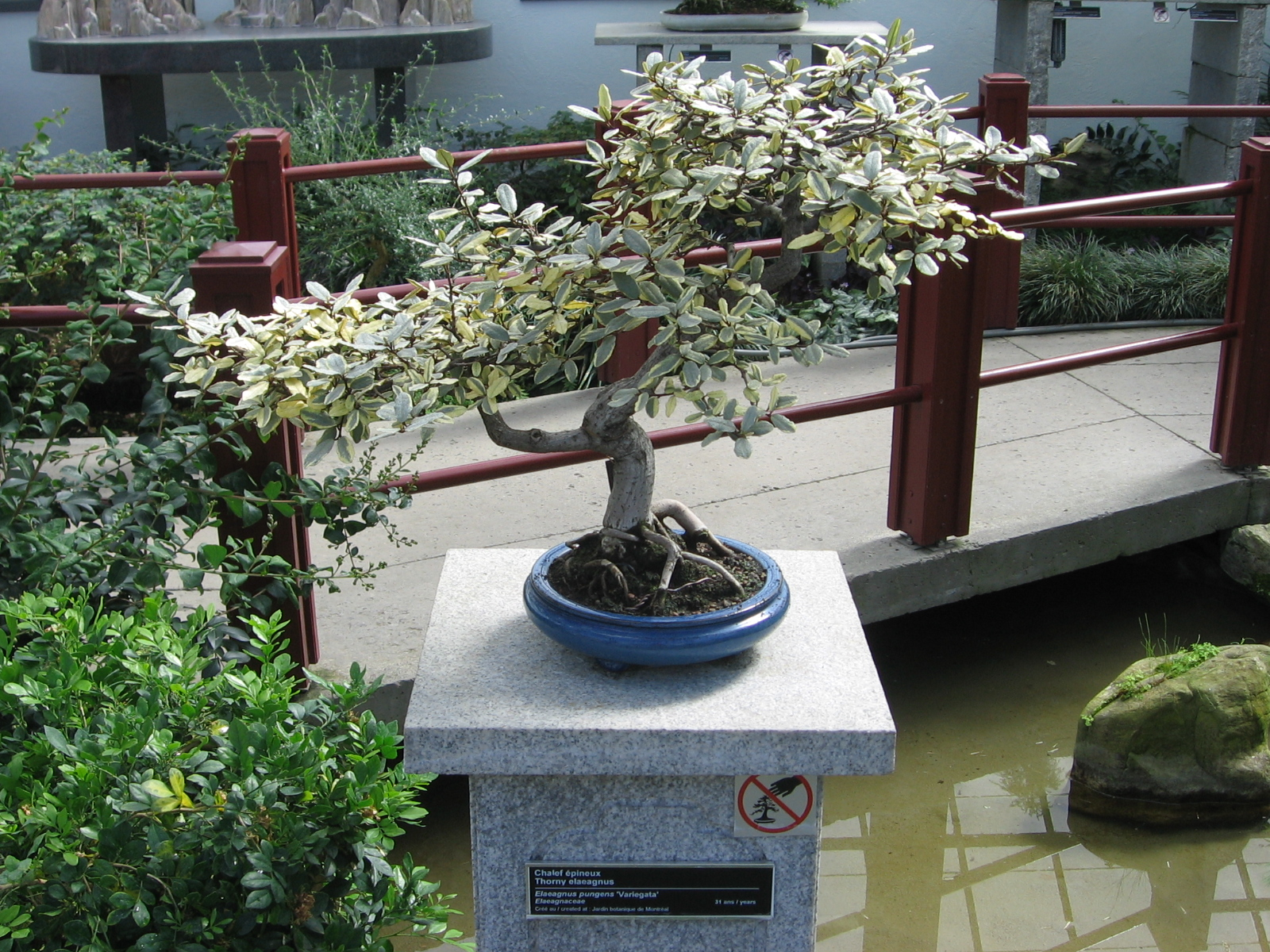
bonsaï, Jardin botanique de Montréal

Malgré son potentiel invasif, E. pungens est largement cultivée comme plante de jardin dans les régions tempérées. Elle tolère des conditions environnementales variées, y compris la chaleur, le froid, le vent, les conditions côtières, l'ombre et le plein soleil. Elle est très tolérante à la sécheresse. Il peut pousser dans différents types de sol, y compris ceux trouvés dans les déblais miniers. De nombreux cultivars ont été développés, en particulier pour les effets de panachure sur le feuillage. Parmi les cultivars disponibles dans le commerce, citons 'Maculata', qui présente une coloration dorée sur les feuilles de même que Fruitlandii, Hosoba-Fukurin et 'Goldrim'.
Elaeagnus × submacrophylla, anciennement connu sous le nom de E. × ebbingei, est un hybride entre E. macrophylla et 'E. pungens. L'hybride et ses cultivars sont également cultivés dans les jardins comme plantes ornementales.
De nombreux oiseaux se nourrissent des fruits de l'arbuste. Les oiseaux sont surtout attirés par les plantes qui produisent le plus de fruits. Des études ont montré que les jaseurs des cèdres attirés par les plantations de l'arbuste en bordure de route sont susceptibles de mourir à cause de la circulation automobile. Dans le comté de Brazos, au Texas, entre le 8 mars et le 5 avril 1981, des chercheurs ont dénombré 298 jaseurs des cèdres qui avaient été tués alors qu'ils tentaient de prélever des fruits sur des Chalefs piquant poussant le long d'une autoroute.

## Répartition
Ce taxon se rencontre dans les pays suivants : Chine, Japon.

## Systématique
Le nom correct complet (avec auteur) de ce taxon est Elaeagnus pungens Thunb..

Elaeagnus pungens a pour synonymes :
- Elaeagnus frederici-variegata Ilsemann
- Elaeagnus obtusa C.Y.Chang
- Elaeagnus pugens Thunb.
- Elaeagnus pungens f. angustifolia (Araki) Sugim.
- Elaeagnus pungens f. aurea (Servett.) Rehder
- Elaeagnus pungens f. frederici (Bean) Rehder
- Elaeagnus pungens f. maculata (H.J.Veitch) Rehder
- Elaeagnus pungens f. megaphylla (Araki) Sugim.
- Elaeagnus pungens f. rotundifolia (Servett.) H.Hara
- Elaeagnus pungens f. variegata (Bean) P.D.Sell
- Elaeagnus pungens f. variegata (Bean) Rehder
- Elaeagnus pungens subsp. simonii (Carrière) Servett.
- Elaeagnus pungens var. angustifolia Araki
- Elaeagnus pungens var. aurea Servett.
- Elaeagnus pungens var. aureovariegata Bean
- Elaeagnus pungens var. frederici-variegata (Ilsemann) Rehder
- Elaeagnus pungens var. frederici Bean
- Elaeagnus pungens var. latifolia Honda
- Elaeagnus pungens var. maculata H.J.Veitch
- Elaeagnus pungens var. megaphylla Araki
- Elaeagnus pungens var. rotundifolia Servett.
- Elaeagnus pungens var. simonii (Carriere) Rehder
- Elaeagnus pungens var. simonii (Carrière) G. Nicholson
- Elaeagnus pungens var. variegata Bean
- Elaeagnus pungens var. variegata Rehder
- Elaeagnus simonii Carrière
- Elaeagnus sinensis Koehne
- Elaeagnus variegata J.R.Duncan & V.C.Davies